# Dłudzonki
Dłudzonki – żeńska grupa śpiewacza ze wsi Długie w gminie Czarnia (Puszczy Zielona) wyróżniona m.in. Nagrodą im. Oskara Kolberga.

## Historia
Grupa powstała w 1988 i była pierwszą grupą śpiewaczą w gminie Czarnia. Jej członkinie (Zofia Kłoskowska, Teresa Kłoskowska, Franciszka Kuczyńska i Eugenia Zyśk) należały do zespołu Carniacy. Były też członkiniami Towarzystwa Kurpiowskiego „Strzelec” w Czarni. Pieśni uczyły się z przekazu ustnego od przodków i przodkiń. Śpiewały już w międzywojniu, poza tym przewodziły wiejskim chrztom i pogrzebom. Były inicjatorkami działań kulturalnych we wsi Długie i sąsiednich wsiach. Wykonywały kwiaty z bibuły, kierce, pająki. Kultywowały hafciarstwo i koronkarstwo oraz wypiek pieczywa obrzędowego.
W 1992 Apolonia Koziatek zastąpiła Eugenię Zyśk. Kilka razy z grupą wystąpiła Zofia Zyśk. Czasem Dłudzonki wspierała śpiewem Władysława Dąbrowska z Czarni.
Grupa wielokrotnie wygrywała konkursy i przeglądy folklorystyczne o zasięgu regionalnym i ogólnopolskim. W 1993 na Ogólnopolskim Festiwalu Kapel i Śpiewaków Ludowych w Kazimierzu zdobyła Złotą Basztę. Wraz z Bandysionkami Dłudzonki wystąpiły w Filharmonii Warszawskiej na koncercie zorganizowanym przez Grażynę Dąbrowską (część cyklu „Pieśń Ojczystej Ziemi”). Oba zespoły w 2000 zostały laureatami Nagrody im. Oskara Kolberga.
Dłudzonki zakończyły działalność w 2005. Przez 3 lata działała grupa kontynuacyjna, w której śpiewały: Krystyna Zyśk, Apolonia Koziatek, Zofia Gut i Apolonia Golan.